# Skabiosen-Grünwidderchen
Das Skabiosen-Grünwidderchen (Jordanita notata), auch als Seltenes Grünwidderchen bezeichnet, ist ein Schmetterling aus der Familie der Widderchen (Zygaenidae). Die Art wurde von Philipp Christoph Zeller 1847 beschrieben, der Typenfundort ist Syrakus auf Sizilien.

## Merkmale
Die Falter besitzen eine ausgeprägte geographische Variabilität. Exemplare aus dem Süden Spaniens sind sehr groß und hellgrün oder manchmal auch goldgrün gefärbt. Populationen in Südfrankreich bringen kleine Tiere hervor. Falter aus dem Süden und Osten der Türkei sind dagegen sehr groß, dunkel gefärbt und dicht beschuppt. Exemplare aus Kreta sind sehr klein, grün und durchscheinend und in ihrer Größe und Färbung konstant.
Die Falter erreichen eine Vorderflügellänge von 11,0 bis 16,0 Millimeter bei den Männchen und 7,5 bis 10,5 Millimeter bei den Weibchen. Die Weibchen sind kleiner und haben abgerundetere Flügel. Kopf, Thorax, Beine und Abdomen schimmern hellgrün, goldgrün, gelblich grün oder bläulich grün, wobei das Abdomen häufig heller gefärbt ist als Kopf und Thorax. Die Stirn (Frons) ist schmaler als die Breite der Facettenaugen. Die Fühler sind sehr schmal und insbesondere distal nur kurz gekämmt. Sie bestehen aus 36 bis 40 Segmenten. Die Vorderflügeloberseiten schimmern hellgrün, goldgrün, gelblich grün oder bläulich grün. Die Hinterflügel sind hellgrau und leicht transluzent. Die Flügelunterseiten sind grau.
Bei den Männchen ist der Uncus lang und schlank, er hat keinen Fortsatz. Der Aedeagus ist sehr schlank und ungefähr acht- bis neunmal länger als breit. Er ist mit einem nadelförmigen Cornutus versehen. Das 8. Sternit des Abdomens ist rechteckig und erreicht den hinteren Rand des Segments.
Bei den Weibchen ist das Ostium sehr klein und kreisförmig. Der Ductus bursae ist sehr lang und schlank und proximal sklerotisiert. Er ist distal transluzent und trägt im ersten Viertel einen zugespitzten Fortsatz. Das Corpus bursae ist kugelförmig.
Das Ei ist gelblich grün.
Die Raupen sind in ihrer Färbung sehr variabel. Der Kopf ist schwarzbraun, die Brustsegmente sind auf dem Rücken schwarzbraun. Der Körper ist an den Seiten graubraun, die Bauchseite gelblich grau. Die Rückenlinie ist dunkelgrau. Die Warzen sind rötlich braun, die Bauchfüße schwarzbraun.
Die Puppe ist rötlich gelb, der Kokon ist weißlich.

## Ähnliche Arten
Das Skabiosen-Grünwidderchen ist sehr variabel, sodass nahezu alle größeren Grünwidderchen der Westpaläarktis äußerlich ähnlich sind.
Jordanita vartianae kommt in Süd- und Zentralspanien sympatrisch mit J. notata vor, die erstere Art hat eine breitere Stirn, die Fühler der Männchen sind länger gekämmt und das 8. Abdominalsternit reicht nicht bis an den Hinterrand des Segments. Die Fühler der Weibchen sind stark doppelt gesägt.
In den meisten Gebieten Europas kommt Jordanita globulariae sympatrisch mit dem Skabiosen-Grünwidderchen vor. Die erstere Art hat eine breitere Stirn, die Fühler der Männchen sind länger gekämmt und das 8. Abdominalsternit reicht nicht bis zum hinteren Rand des Segments. Die Spitzen der ventralen Valvenfortsätze sind außerhalb des letzten Abdominalsegments sichtbar. Bei den Weibchen ist das asymmetrische Ostium ventral sichtbar, wenn das Abdomenende keine Beschuppung mehr aufweist.
Jordanita subsolana kommt in den meisten Gebieten Europas, der Türkei und Transkaukasiens sympatrisch mit dem Skabiosen-Grünwidderchen vor. Die ähnliche Art ist dunkler und schimmert weniger. Sie hat eine viel breitere Stirn und kleinere Augen. Die Fühler der Männchen sind länger gekämmt. Das letzte Abdominalsternit ist breiter und erreicht den hinteren Rand des 8. Segments. Die Fühler der Weibchen sind stark doppelt gesägt.
In Spanien ähnelt Jordanita hispanica stark dem Skabiosen-Grünwidderchen. Die Stirn der ähnlichen Art ist nur wenig breiter und die Fühler sind sehr kurz gekämmt. Das 8. Abdominalsternit ist bei beiden Arten gleich. Eine eindeutige Differenzierung ist daher nur genitalmorphologisch möglich.
Jordanita budensis kommt in Zentralspanien, im Süden Frankreichs, in Italien, Österreich, Westeuropa und der Türkei zusammen mit dem Skabiosen-Grünwidderchen vor. Die ähnliche Art hat eine viel breitere Stirn und deutlich kürzere Fühler mit längerer Kämmung bei den Männchen, bei den Weibchen sind die Fühler gesägt. Die Flügel sind – ausgenommen Exemplare in der Türkei – transluzenter und das 8. Abdominalsternit reicht bei den Männchen über den Hinterrand des Segments hinaus.
In der Türkei kommen Jordanita hector, Jordanita volgensis, Jordanita paupera und Jordanita kurdica zusammen mit dem Skabiosen-Grünwidderchen. Alle ähnlichen Arten sind wie J. notata äußerlich so variabel, dass eine Bestimmung nur genitalmorphologisch möglich ist.

## Verbreitung
Das Verbreitungsgebiet des Skabiosen-Grünwidderchens reicht von der Iberischen Halbinsel und Mitteleuropa über den Norden des Mittelmeerraums (einschließlich Sizilien und Kreta) bis in den Kaukasus und nach Transkaukasien. In Mitteleuropa ist die Verbreitung lückenhaft und reicht im Norden bis in die Umgebung von Berlin. Außerdem gibt es Nachweise vom Mittellauf der Elbe in Böhmen. Auf den Britischen Inseln ist die Art nicht vertreten. Besiedelt werden trockene Graslandschaften oder Steppenbiotope, in Mitteleuropa auch Heidelandschaften. In Baden-Württemberg reicht die vertikale Verbreitung von 470 bis 720 Meter, im Kaukasus wurde die Art auf subalpinen Matten bis 2000 Meter Höhe gefunden.

## Biologie
Die Weibchen legen die Eier einzeln auf die Blattoberseite frei stehender Pflanzen. Die Raupen schlüpfen unter Zuchtbedingungen nach etwa einer Woche und minieren ab dem ersten Raupenstadium im Parenchym der Blattoberseite. Hat die Mine die anderthalbfache Größe der Raupe erreicht, wird eine neue angelegt. Das typische Fraßbild ist eine hufeisenförmige Mine, bei der sich die Raupe über Blattspitze zur gegenüberliegenden Seite der Blattmittelrippe durchfrisst. Die Raupen überwintern ab Oktober in einer Gangmine. Sie verpuppen sich im Boden in einem gelblichen Gespinst. Vor dem Schlupf durchstößt die Puppe das Gespinst und arbeitet sich bis zur Oberfläche. Die verlassene Puppenhülle ragt entweder zum größten Teil aus dem Boden oder liegt lose auf. Die Falter fliegen in Spanien ab Ende März und in Mitteleuropa bis Anfang Juli. Die Falter sind schwache Flieger und saugen an den Blüten verschiedener Flockenblumen- (Centaurea), Ringdistel- (Carduus), Witwenblumen- (Knautia) und Skabiosen-Arten.

## Gefährdung und Schutz
In Deutschland wird das Skabiosen-Grünwidderchen auf der Roten Liste gefährdeter Arten in Kategorie 2 („stark gefährdet“) eingestuft.